# (20125) 1995 YK
1995 واي كي (ويعرف أيضًا باسم (20125) 1995 واي كي وفق تسمية الكوكب الصغير) (بالإنجليزية: 1995 YK)‏ هو كويكب ضمن حزام الكويكبات؛ وترتيبه 20125 من حيث الاكتشاف.
اكتُشف هذا الجُرم الفلكي بواسطة تاكيشي أوراتا ‏ في 17 ديسمبر 1995.

## وصلات خارجية
- (20125) 1995 YK في قاعدة بيانات مختبر الدفع النفاث لأجرام النظام الشمسي الصغيرة

- الاكتشاف · مخطط المدار ·  العناصر المدارية · المعلمات المادية

- (20125) 1995 YK على موقع ويكي سكاي: DSS2, SDSS, GALEX, IRAS, Hydrogen α, X-Ray, Astrophoto, Sky Map, Articles and images